# St. Giles on the Heath
St. Giles on the Heath is een civil parish in het bestuurlijke gebied Torridge, in het Engelse graafschap Devon. In 2001 telde het dorp 617 inwoners.